# 82937 Lesicki
82937 Lesicki è un asteroide della fascia principale. Scoperto nel 2001, presenta un'orbita caratterizzata da un semiasse maggiore pari a 3,1559023 au e da un'eccentricità di 0,0657327, inclinata di 21,41362° rispetto all'eclittica.